# Chiesa di San Sebastiano (Tronzano Lago Maggiore)
La chiesa di San Sebastiano è un edificio religioso di Bassano, località del comune di Tronzano Lago Maggiore, in provincia di Varese.

## Storia
La prima documentazione scritta relativa alla chiesa risale alla visita pastorale del cardinale Federico Borromeo del 1605. Probabilmente l'edificio risale ad alcuni decenni prima come ex voto per una scampata pestilenza, quella del 1577. All'inizio del XVII secolo la chiesa dipendeva chiesa parrocchiale di Santa Maria Assunta, ma i fedeli del luogo avevano ottenuto nel 1613 la possibilità di ospitare il Santissimo Sacramento nell'oratorio di Bassano; la chiesa di San Sebastiano divenne così parrocchiale porzionale dell'antica Santa Maria Assunta.
Nel 1754 venne presentato alla Curia di Milano un progetto per l'ampliamento dell'oratorio. L'autorizzazione a procedere giunse due anni dopo e fu avviata un'importante azione di trasformazione dell'edificio, che lo portò alle dimensioni attuali (ad eccezione del presbiterio): un'aula unica suddivisa in tre campate quadrangolari con una cappella maggiore a pianta approssimativamente quadrata e la sagrestia adiacente all'altare.
Nel 1769 venne benedetto il nuovo altare realizzato in marmo e alcuni anni dopo il parroco Gianangelo Branca chiese alla Curia la possibilità di accettare una donazione per un nuovo ampliamento della chiesa, che nel frattempo era diventata sede parrocchiale in sostituzione della chiesa di Santa Maria Assunta. Il progetto fu approvato nel 1787: il presbiterio fu riconfigurato, dandogli l'odierna forma a semicerchio, e contemporaneamente venne terminata la facciata. Alla fine del XVIII secolo venne anche creato un sistema di volte a copertura dell'aula.
La decorazione interna fu ultimata entro il 1940, opera del professor Gavaravaglia, pittore milanese attivo nel territorio del Verbano lombardo.

## Architettura
La chiesa sorge a chiusura di un sagrato pensile posto sul fianco della montagna all'ingresso dell'abitato di Bassano. Dall'altro lato del sagrato sorge la casa parrocchiale. La facciata della chiesa è caratterizzata da quattro imponenti lesene che sorreggono un'ampia cornice su cui poggia il timpano triangolare.
All'interno si trova un'unica navata suddivisa in tre campate, dove si trovano due altari laterali (dedicati alla Madonna del Rosario e a San Sebastiano), con abside semicircolare. Il campanile è posto sul lato nord-occidentale, all'altezza del presbiterio, mentre sul lato opposto si trova la sagrestia. Rispetto alle chiese coeve, dove l'ingresso si trova posto a est, questa chiesa si trova ruotata in modo da potersi adagiare al fianco della montagna.
La copertura è in marsigliesi adagiate su un ordito in legno, coperto alla vista dei fedeli da volte realizzate in muratura. Le due campate estreme (quella verso l'ingresso e quella verso il presbiterio) sono coperte con volta a botte, mentre la campata centrale, che ospita i due altari laterali, è coperta con un cupolino ribassato.